# Christine Petit
Christine Petit (Laignes, 4 de febrero de 1948) es una genetista francesa.

## Trayectoria
Inicialmente estudió en el hospital universitario de París, en el hospital Pitié-Salpêtrière y en el Instituto Pasteur. Realizó dos trabajos de investigación postdoctoral en el Centro de Investigación Molecular en Gif-sur-Yvette y otro en Basilea.
Petit es profesora en el Collège de France y en el Instituto Pasteur. Es miembro de la Academia de Ciencias desde el 14 de enero de 2002.
La investigación de Petit ha explorado el vínculo entre los genes y la sordera, con su grupo de investigación en el INSERM "Génétique et fisiologie de l'audition". Es una de las pioneras de la genética auditiva.
Junto con Karen Steel, Petit ganó el Royal Society Brain Prize en 2012, por su trabajo pionero en la genética de la audición y la sordera.

## Contribución científica
Christine Petit es especialista en genética humana. Primero trabajó en los mecanismos moleculares en el origen de las inversiones sexuales en humanos (masculinidad XX y feminidad XY). Luego, recurrió a la genética de las discapacidades sensoriales humanas, en particular las deficiencias auditivas, donde desempeñó un papel pionero en la identificación de una gran cantidad de genes involucrados en la sordera hereditaria.
En 1991 , identificó un gen involucrado en el síndrome de Kallmann y luego, en 1995 , un gen involucrado en el síndrome de Usher
El órgano sensorial auditivo, la cóclea , escapó a todo análisis molecular por métodos clásicos; El enfoque genético que ha desarrollado Christine Petit ha arrojado luz sobre varios aspectos del desarrollo y funcionamiento de la cóclea y más específicamente de sus células ciliadas, que forman la estructura receptora de sonido de las células sensoriales auditivas . Su trabajo actual tiene como objetivo comprender la patogénesis molecular de varias formas genéticas de sordera.

## Premios y distinciones
- 1999  : Premio Charles-Léopold Mayer de la Academia de Ciencias
- 2004  : Premio L'Oréal-Unesco a la mujer en la ciencia
- 2006  : Co-ganador del premio Louis-Jeantet de medicina
- 2007  : Gran premio de investigación médica de Inserm   .[3]
- 2012  : Co-receptora con Karen Steel del Premio Brain de la Royal Society[4][5]
- 2013  : Oficial de la Legión de Honor  (Dama 2002).
- 2018  : Premio Kavli en Neurociencia (con A. James Hudspeth  y Robert Fettiplace )[6]
- 2020  : Comandante de la Orden Nacional del Mérito 14 (Oficial 2011)